# Liste der Bodendenkmale in Heide (Holstein)
In der Liste der Bodendenkmale in Heide sind die Bodendenkmale der Stadt Heide nach dem Stand der Bodendenkmalliste des Archäologischen Landesamts Schleswig-Holstein von 2016 aufgelistet. Die Baudenkmale sind in der Liste der Kulturdenkmale in Heide (Holstein) aufgeführt.
| Denkmal-ID           | Befundart               | Bezeichnung                                  | Zeitstellung                            | Lage                            | Bemerkungen                                                                                                  | Bild |
| -------------------- | ----------------------- | -------------------------------------------- | --------------------------------------- | ------------------------------- | --- | ---- |
| aKD-ALSH-Nr. 000 228 | Grabmal > Grabhügel     | Grabhügel                                    | Vor- und/oder Frühgeschichte            |                                 | |      |
| aKD-ALSH-Nr. 000 229 | Grabmal > Grabhügel     | Grabhügel „Gerichtsberg“                     | Vor- und/oder Frühgeschichte            |                                 | |      |
| aKD-ALSH-Nr. 000 230 | Grabmal > Grabhügel     | Grabhügel „Galgenberg“                       | Vor- und/oder Frühgeschichte            |                                 | |      |
| aKD-ALSH-Nr. 000 231 | Grabmal > Großsteingrab | Steinkammer                                  | Neolithikum                             |                                 | ursprünglich in Schalkholz, 1970 in den Stadtpark von Heide umgesetzt, 2021 zurück nach Schalkholz verbracht |      |
| aKD-ALSH-Nr. 000 232 | Grabmal > Grabhügel     | Grabhügel                                    | Vor- und/oder Frühgeschichte            |                                 | |      |
| aKD-ALSH-Nr. 000 233 | Grabmal > Großsteingrab | Steinkammer                                  | Neolithikum                             |                                 | |      |
| aKD-ALSH-Nr. 000 234 | Befestigung > Wall      | Landwehr/Wall/Schanze/Panzergraben „Schanze“ | Frühgeschichte, Neuzeit, Zeitgeschichte |                                 | |      |
| aKD-ALSH-Nr. 000 235 | Befestigung > Burg      | Burg/Motte/Ringwall/Turmhügel „Hammerburg“   | Mittelalter                             |                                 | |      |
| aKD-ALSH-Nr. 000 268 | besonderer Stein        | Inschriftenstein/Grenzstein/Schalenstein     |                                         | Gemarkungsgrenze zu Nordhastedt | |      |
| aKD-ALSH-Nr. 000 270 | besonderer Stein        | Inschriftenstein/Grenzstein/Schalenstein     |                                         | Gemarkungsgrenze zu Nordhastedt | |      |
| aKD-ALSH-Nr. 000 271 | besonderer Stein        | Inschriftenstein/Grenzstein/Schalenstein     |                                         | Gemarkungsgrenze zu Nordhastedt | |      |